# Бевзенко Валерій Федорович
Бевзенко Валерій Федорович (нар. 20 травня 1946, м. Івано-Франківськ) — Народний депутат України V та VI скликань, вийшов із Партії регіонів у серпні 2012 року.

## Біографія
Народився 20 травня 1946 (місто Івано-Франківськ); українець; дружина Світлана Іванівна (1948) — домогосподарка; син Ігор (1968) — підприємець.
- Червень 1961 — серпень 1964 — електромонтер електричного цеху, серпень 1969 — жовтень 1979 — начальник зміни виплавлення сірки, заступник начальника цеху, заступник начальника ВТБ, начальник дільниці, головний інженер сіркоплавильного цеху Роздольського гірничо-хімічного комбінату (Роздольське ВО «Сірка»), Львівська область.

- Листопад 1979 — квітень 1990 — заступник начальника, начальник виробничо-збутового відділу ВО «Укрвогнетрив», місто Донецьк.

- квітень 1990 — генеральний директор ЗАТ «Керамет» (місто Донецьк).

- 2000 — 2006 голова наглядової ради ЗАТ «Керамет».

- 2006—2012 Народний депутат України 5-го та 6-го скликання
- З 2012 — пенсіонер

Депутат Донецької обласної ради (2002-2006), голова постійної комісії з питань землі та природних ресурсів.

## Освіта
Львівський політехнічний інститут (1964-1969), інженер-технолог, «Технологія неорганічних речовин і хімічних добрив». Донецький політехнічний інститут (1992), інженер-економіст, «Економіка і управління в металургії».
Кандидат економічних наук (2001). Дисертація «Стратегія змішаного маркетингу акціонерного товариства (на прикладі добувних галузей промисловості)».
Член-кореспондент Академії економічних наук України (1998).
Автор (співавтор) 26 наукових і навчально-методичних праць, зокрема підручників і навчальних посібників з маркетингу.

## Депутатська діяльність
Березень 1998 — кандидат в народні депутати України від виборчого блоку «Партія праці та Ліберальна партія — разом!», № 181 в списку, зняв кандидатуру до виборів. На час виборів: генеральний директор ЗАТ «Керамет» (місто Донецьк).
Народний депутат України 5-го скликання з квітня 2006 до листопада 2007 від Партії регіонів, № 60 в списку. На час виборів: голова наглядової ради ЗАТ «Керамет», член Партії регіонів. Член фракції Партії регіонів (з травня 2006). Член Комітету з питань аграрної політики та земельних відносин (з липня 2006), голова підкомітету з питань земельних відносин.
Народний депутат України 6-го скликання з листопада 2007 до грудня 2012 від Партії регіонів, № 60 в списку. На час виборів: народний депутат України. Член фракції Партії регіонів (з листопада 2007). Член Комітету з питань аграрної політики та земельних відносин (з грудня 2007), голова підкомітету з питань земельних відносин (з січня 2008), заступник голови Комітету з питань аграрної політики та земельних відносин (з травня 2010).
Автор десяти Законів України щодо реформування земельних відносин в Україні, один із найбільш важливих серед них — Закон України «Про державний земельний кадастр України». Закону України «Про внесення змін до деяких законодавчих актів України про розмежування земель державної і комунальної власності» і Закону України «Про внесення змін до Земельного кодексу України».
Автор близько 1 тисячі поправок до Законів України.
8 жовтня 2012 року Валерій Бевзенко звернувся до правоохоронних органів та центральних органів виконавчої влади з вимогою перевірити свавілля працівників лісництв Черкаської області у зв'язку з вирубкою дубів у селі Верхнячка Христинівського району Черкаської області.

## Нагороди
Медаль «Ветеран праці» (1986).
Ордени: Святий князь Володимир IV ступеня (1999).
«Слава на вірність Вітчизні» III ступеня (2000).
Народний посол України (2001).
Орден Пошани (Міжнародна кадрова академія, 2002).
Почесна грамота Верховної ради України (2006).
Орден «За заслуги» ІІІ ступеня (2006).